# Mu-℃ magic
Mu-℃ magic（moodmagic むーどまじっく）は、アニメーション監督/映像作家 森本晃司、ライブ映像やVJを手がける映像クリエイター 迫田悠、映画・TVCMのポストプロダクション業/CGアニメーター 渡部暁の3名からなる映像クリエイター集団。

## 経歴
2007年に手塚治虫の「火の鳥」をモチーフにしたSystem 7の曲「Hinotori」のミュージックビデオ制作より活動を開始。

## 作品

### ミュージック ビデオ
- 2007年 火の鳥「Hinotori」（System 7)
- 2009年 How To Stay Alive (Gong)
- 2011年 POSITIVE NOISE (System 7)

## 入選・掲載
- 2007年 BNN新社出版『映像作家100人2008』入選・掲載
- 2008年 「Hinotori」（System 7) - オランダ国際アニメーションフェスティバル08 入選
- 2009年 「Hinotori」（System 7) - one dot zeroフィルムフェスティバル "j-star09"プログラム 入選
- 2010年 「How To Stay Alive」(Gong) - Creative Review 2010 Annual 掲載